# 건들바위역
건들바위역(Geondeulbawi Station, 건들바위驛)은 대구광역시 남구 이천동 건들바위네거리에 있는 대구 도시철도 3호선의 역이다.

## 특징
건들바위네거리 동쪽에 있으며, 육교형 전철역으로 출구는 4개가 설치되어 있다. 인근에 대봉성당, 대봉교회, 대구광역시 상수도사업본부 등이 있다.
이 역은 교차로에 있음에도 불구하고, 역 주변에 군사 시설이 있어서 위치에 비해 이용객이 적은 편이다. 출구는 대봉2동과 이천동에 걸쳐 있다.
이 역 인근의 대봉교회 시내버스 정류장에서 남구 봉덕동, 봉덕맛길 쪽으로 운행되는 730번 시내버스로 환승이 가능하다.

## 역명의 유래
인근에 있는 대구광역시의 사적 2호 건들바위에서 유래되었다.

## 역 구조
2면 2선의 상대식 승강장이 있는 지상역이다. 난간형 스크린도어가 설치되어 있다.

### 승강장
| 명덕 ↑   |
| \| 상    |
| ↓ 대봉교 |

| 상행 | ● 대구 도시철도 3호선 | 명덕·서문시장·칠곡경대병원 방면 |
| 하행 | ● 대구 도시철도 3호선 | 대봉교·어린이세상·용지 방면     |

- 대합실을 지나면 반대편 승강장으로 횡단이 가능하다.

## 역사
- 2013년 10월 2일 : 건들바위역으로 역명 결정
- 2015년 4월 23일 : 대구 도시철도 3호선 개통과 함께 영업 개시

## 역 주변
| 나가는 곳 | 방면                                                                               |
| --------- | ---------------------------------------------------------------------------------- |
| 1         | 건들바위 진각문화회관 대봉 화성파크드림아파트                                      |
| 2         | 중남부수도사업소 이천동고미술품거리 이천동행정복지센터                             |
| 3         | 대봉교회 동서프라임빌아파트                                                        |
| 4         | 대구광역시립대봉도서관 대봉성당 신협 대봉성당신협 대봉2동행정복지센터 대봉동우체국 |

## 승차량 변동
| 노선  | 승차 인원 | 승차 인원 | 승차 인원 | 승차 인원 | 승차 인원 | 주석  |
| 노선  | 2015년    | 2016년    | 2017년    | 2018년    | 2019년    | 주석  |
| ----- | --------- | --------- | --------- | --------- | --------- | ----- |
| 3호선 | 1,191     | 1,325     |           |           | -         | [ 1 ] |

## 사진

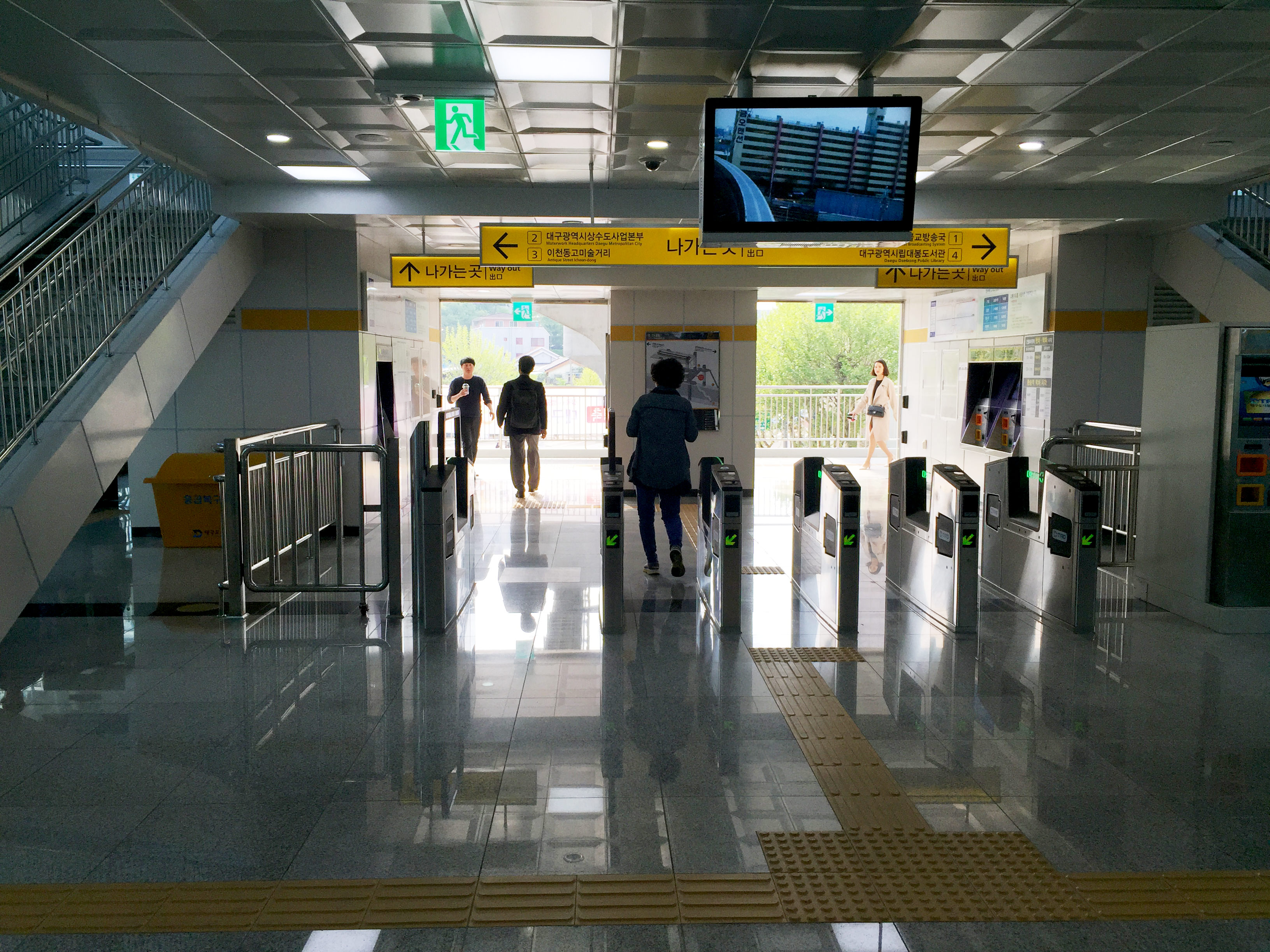
개찰구

## 인접한 역
| 대구 도시철도 3호선        | 대구 도시철도 3호선   | 대구 도시철도 3호선  |
| -------------------------- | --------------------- | -------------------- |
| 331 명덕 칠곡경대병원 방면 | ● 대구 도시철도 3호선 | 333 대봉교 용지 방면 |